# Cornel Lucas
Henry Cornel Lucas (* 12. September 1920 in London, England; † 8. November 2012 in London) war ein britischer Fotograf.

## Leben
Henry Cornel Lucas wuchs als eines von acht Kindern im Londoner Stadtteil Highbury auf. Bereits im Alter von 13 Jahren begann er mit der Fotografie. Mit 15 hatte er sein eigenes Fotolabor und mit 19 begann er Fotografie an der Regent Street Polytechnic zu studieren. Während des Zweiten Weltkrieges diente er bei der Royal Air Force und half dabei Spionagefotografiesysteme zu entwickeln und Kriegsfotos auszuwerten. Nach dem Krieg zog er nach Los Angeles, um sich als Fotograf zu etablieren. Er konnte sich allerdings nicht durchsetzen und kehrte nach London zurück.
Seine Karriere als Fotograf konnte Lucas anschließend als Studiofotograf für Filmschaffende starten. Als er als Ersatzfotograf für ein Fotoshooting von Marlene Dietrich einsprang, hatte Lucas seinen Durchbruch. Er gründete bald mit pool studio sein eigenes Studio, welches hauptsächlich für die Pinewood Studios arbeitete und bis zu 1000 Fotos pro Woche erarbeitete und weltweit verschickte. Als die Ära der Vertragsschauspieler sich dem Ende neigte, verließ Lucas 1959 Pinewood und arbeitete bis Ende der 1990er Jahre als freier Fotograf weiter. Er fotografierte unter anderem Stars wie David Niven, Stewart Granger, Joan Collins, Leslie Caron, Dirk Bogarde, Cyd Charisse und Lauren Bacall.
Mit Heads and Tales: The Film Portraits of Cornel Lucas (1988) und Shooting Stars: Camera Portraits (2005) veröffentlichte er seine Arbeiten als Bücher. Außerdem wurden seine Arbeiten in der National Portrait Gallery, im National Media Museum und der The Photographers’ Gallery ausgestellt. 1998 wurde er für sein Lebenswerk mit einem BAFTA-Award ausgezeichnet.
Lucas verstarb am 8. November 2012 im Alter von 92 Jahren. Er war in seinem Leben zweimal verheiratet. Seine erste Ehe mit der Schauspielerin Belinda Lee dauerte von 1954 bis 1959 an. Sie blieb kinderlos. Von 1959 bis zu seinem Tod war Lucas mit der Schauspielerin Susan Travers verheiratet. Das Paar hatte drei gemeinsame Söhne und eine Tochter.

## Werke
- Heads and Tales: The Film Portraits of Cornel Lucas (1988)
- Shooting Stars: Camera Portraits (2005)